# Ice Station Zebra
Ice Station Zebra é um filme norte-americano de 1968, do gênero aventura, dirigido por John Sturges e estrelado por Rock Hudson e Ernest Borgnine.
Drama de ação ambientado no Ártico durante a Guerra Fria, o filme ficou famoso por ser, alegadamente, o preferido de Howard Hughes.
Ice Station Zebra foi o segundo filme baseado em um best-seller de Alistair MacLean, seguindo-se a The Guns of Navarone (1961). Vieram outros, como Where Eagles Dare (1968), com as mesmas características: enredo artificial, caracterização rudimentar, ação contínua e elenco formado por grandes astros. Todos fizeram sucesso nas bilheterias.

## Sinopse
Um satélite espião soviético, altamente secreto, apresenta defeito e cai em uma estação de pesquisas britânica, no Polo Norte. Um submarino nuclear, comandado por James Ferraday, é enviado para lá, levando três passageiros a bordo: o inglês David Jones, o russo desertor Boris Vaslov e o Capitão Leslie Anders, da Marinha americana. Todos desconfiam uns dos outros, mas o grande conflito se dá em outra esfera, pois tanto os soviéticos quanto os britânicos desejam a posse do conteúdo do satélite.

## Premiações
| Patrocinador                                  | Prêmio | Categoria                                    | Situação |
| --------------------------------------------- | ------ | -------------------------------------------- | -------- |
| Academia de Artes e Ciências Cinematográficas | Oscar  | Melhor Fotografia Melhores Efeitos Especiais | Indicado |

## Elenco
| Ator/Atriz           | Personagem                     |
| -------------------- | ------------------------------ |
| Rock Hudson          | Comandante James Ferraday      |
| Ernest Borgnine      | Boris Vaslov                   |
| Patrick McGoohan     | David Jones                    |
| Jim Brown            | Capitão Leslie Anders          |
| Tony Bill            | Tenente Russell Walker         |
| Lloyd Nolan          | Almirante Garvey               |
| Alf Kjellin          | Coronel Ostrovsky              |
| Gerald S. O'Loughlin | Tenente Comandante Bob Raeburn |
| Ted Hartley          | Tenente Jonathan Hansen        |
| Murray Rose          | Tenente George Mills           |
| Ron Masak            | Paul Zabrinczski               |
| Sherwood Price       | Tenente Edgar Hackett          |
| Lee Stanley          | Tenente Mitgang                |
| Joseph Bernard       | Doutor Jack Benning            |
| John Orchard         | Sobrevivente                   |

## Literatura
- Albagli, Fernando (1988). Tudo Sobre o Oscar. Rio de Janeiro: EBAL. ISBN 8527200155
- Filho, Rubens Ewald (2003). O Oscar e Eu. São Paulo: Companhia Editora Nacional. ISBN 8504006069
- Finler, Joel W (1985). The Movie Directors Story (em inglês). Nova Iorque: Crescent Books. ISBN 0517480794